# Medical Council of India
Le Medical Council of India (MCI), soit en français le « Conseil médical de l’Inde », est le corps statutaire établissant les standards de l’éducation médicale en Inde. Créé en 1933, à l'époque du Raj britannique, il a été dissous en 2019 pour être remplacé par la National Medical Commission (en).